# یواس‌اس استردی (اس‌پی-۸۲)
یواس‌اس استردی (اس‌پی-۸۲) (به انگلیسی: USS Sturdy (SP-82)) یک کشتی بود که طول آن ۷۵ فوت (۲۳ متر) بود. این کشتی در سال ۱۹۰۵ ساخته شد.